# Krandon Lor
Krandon Lor is een bestuurslaag in het regentschap Semarang van de provincie Midden-Java, Indonesië. Krandon Lor telt 4250 inwoners (volkstelling 2010).